# 酉部
酉部（）は、漢字を部首により分類したグループの一つ。
康熙字典214部首では164番目に置かれる（5画の18番目、酉集の18番目）。

## 概要

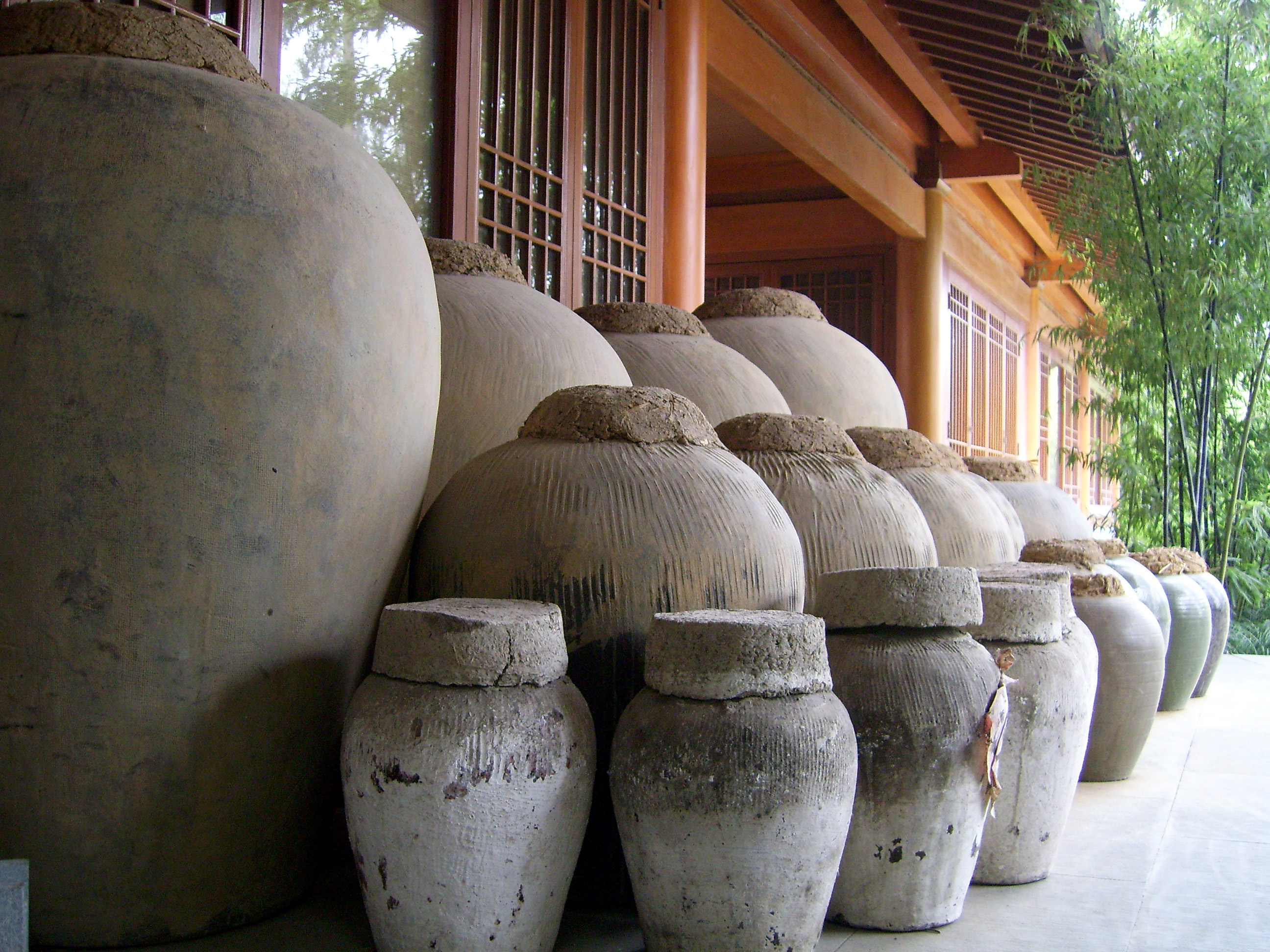

酉部には「酉」を筆画の一部として持つ漢字を分類している。
単独の「酉」字は十二支の第10位（酉）を表す。十干と組みあわせて六十干支を構成し、日を記録する記号として用いられた。漢代以降は年の記録にも使われ、方位では西、月では仲秋、旧暦8月を表す。
字源としては、「酉」字は酒壷を象る象形文字である。
「酉」は意符としては酒や発酵食品、調味料などに関する文字に含まれることがある。

## 部首の通称
- 日本：とりへん・さけのとり・ひよみのとり（「日読み（ひよみ）」とは十二支の別名。その獣が鶏であることから「とり」）・こよみのとり（同左）・さけつくり
- 中国：酉字旁
- 韓国：닭유부（dak yu bu、にわとりの酉部）
- 英米：Radical wine

## 部首字
酉
- 中古音
  - 広韻 - 与久切、有韻、上声
  - 詩韻 - 有韻、上声
  - 三十六字母 - 喩母四等
- 現代音
  - 普通話 - ピンイン：yǒu 注音：ㄧㄡˇ ウェード式：yu3
  - 広東語 - Jyutping:jau5 イェール式:yau5
- 日本語 - 音：ユウ（イウ）（漢音）
- 朝鮮語 - 音：유(yu) 訓：닭（dak、とり・十番目の十二支）

## 例字
*印は拡張新字体。
- 酉
  - 2:酋・酊、3:酌・酒・酎・配、5:酣・酢、6:酬・酩・酪、7:酵・酷・酸、8:醇・醉（酔4）、9:醐・醒・醍、10:醢・醜、11:醬（醤*10）、12:醱（醗*9)・醯・𨣎、13:醴、17:釀（醸13）